# Dơi quạ Rennell
Pteropus rennelli (tên tiếng Anh: Dơi quạ Rennel) là một loài động vật có vú trong họ Dơi quạ, bộ Dơi. Loài này được Troughton mô tả năm 1929. Loài dơi này được tìm thấy ở quần đảo Solomon.

## Hình ảnh